# 周伯倫
周伯倫（1954年11月13日—），中華民國政治人物，前立法委員、臺北市議員，曾任民主進步黨立法院黨團幹事長，在黨內有「智多星」之稱。
周伯倫從陳水扁擔任立法委員時期即有深交，自稱「阿扁的師弟」、「最了解阿扁的人」，被視為陳水扁在黨內的嫡系人馬。2003年因榮星花園弊案入獄，2005年假釋後便淡出政壇。根據《公職人員選舉罷免法》第二十六條第一項第二款的規定，「曾犯貪污罪，經判刑確定者，終身不得登記為候選人。」所以，雖然周伯倫被判決六年徒刑、褫奪公權四年，但即便服刑完畢，仍然一輩子都不能再參選。因為，他們被判決的罪名，是貪污治罪條例中的圖利罪，等於是政治死刑而非淡出政壇。

## 榮星花園弊案
1988年，周伯倫擔任臺北市議會第五屆議員期間，在台北市議會工務審查委員會中，身為正副召集人的周伯倫跟陳俊源強烈反對榮星花園投資開發案。後來僑福建設董事長黃週旋送上新台幣1,600萬元，作為兩人不再反對的交換條件。
法院判決書指出，同為臺北市議員的周伯倫、陳俊源身為台北市議會工務審查委員會召集人和副召集人，對台北市政府的預算、決算、議案及市府首長官員政策有發言質詢權，卻藉機對榮星案提出四項附帶決議，杯葛榮星案過關，再向黃週旋索取新台幣1600萬元賄款。黃週旋為求榮星案順利過關，遂交付新台幣1600萬元給周伯倫，再由周伯倫朋分新台幣700萬元給陳俊源，周、陳允諾不再質詢反對榮星案；後因臺北市議員陳勝宏質詢榮星案有弊端，周伯倫為掩飾犯行，以利陽公司副董事長名義，偽簽買賣新台幣5億3000多萬元預拌混凝土合約，預收新台幣1600萬元訂金企圖脫罪。
案件纏訟14年，從1989年台北地院判刑3年到台灣高等法院變更為《貪污治罪條例》圖利罪至更四審，一共6次判決，周伯倫全都被判有罪，最後於2003年1月判決周伯倫有期徒刑6年、褫奪公權4年定讞；陳俊源則是被判處有期徒刑5年、褫奪公權3年4個月定讞，於2005年假釋出獄。兩人於此案判決確定後，依照《公職人員選舉罷免法》規定，「曾犯貪汙罪，經判刑確定者，終身不得登記為候選人」。

### 榮星案宣判記
| 日期    | 事件 | 備註                                      |
| ------- | --- | ----------------------------------------- |
| 78.3.18 | 台北地檢處宣布結案，共有七名市議員、六名市府官員、四名商人被依受賄、圖利、洩密罪提起公訴。                                                                         | 送錢打點市議員的黃週旋，不在起訴之列。    |
| 78.7.06 | 台北地方法院一審判決：依受賄罪，周伯倫判刑九年，褫奪公權六年；陳俊源判八年，褫奪公權五年；周陳阿春判三年半，褫奪公權三年。                                         | 其餘十四名被告全部無罪。                  |
| 79.3.02 | 台灣高等法院二審判決：周伯倫減為八年，褫奪公權五年；陳俊源減為七年六月，褫奪公權四年。                                                                             | 無罪的被告增加一人：市議員周陳阿春。      |
| 80.2.12 | 台灣高院更一審判決：周伯倫刑期再減為五年，褫奪公權三年四月；陳俊源刑期減為四年八月，褫奪公權二年八月。之前改判無罪的周陳阿春，這一次被判刑二年四月，褫奪公權二年。 | -                                         |
| 82.6.09 | 台灣高院更二審判決：除周伯倫維持有期徒刑五年、褫奪公權三年四月外，其餘被告皆無罪。                                                                                 | -                                         |
| 88.8.03 | 台灣高院更三審判決：周伯倫被判刑九年，褫奪公權六年；陳俊源判刑七年六月，褫奪公權五年。但他們被控的罪名由原本的受賄罪改為圖利罪。                                   | 依《中華民國八十年罪犯減刑條例》減刑1/3。 |
| 91.8.20 | 台灣高院更四審判決：維持更三審判決。周伯倫判刑六年、褫奪公權四年；陳俊源判刑五年，褫奪公權三年四月。                                                               | -                                         |
| 92.1.29 | 最高法院終審判決：維持更三審、更四審判決 | -                                         |

## 进逼钱穆搬家
1990年6月1日，钱穆不满当时身为台北市议员周伯伦指控他霸占政府建筑物，決定搬离素书楼，却因此心情不畅，3个月后逝世，享耆壽96歲。此事引發許多爭議，周伯倫強硬的態度挨批「不通人情」。

## 服刑
2003年2月17日，周伯倫在眾多好友與支持者的送別下向法務部矯正署花蓮監獄報到服刑，時值陳水扁擔任總統，自嘲「從容作扁囚」。2005年，周伯倫獲假釋出獄，淡出政壇。2007年10月，周伯倫出席竹聯幫第一任幫主陳啟禮的告別式。

## 娶媳
2014年1月10日，因兒子周秉宏迎娶新娘，邀請立法院長王金平擔任證婚人，民進黨前主席蔡英文擔任男方介紹人、新北巿長朱立倫擔任女方介紹人。媒體喻為『英倫另類同台』。https://www.youtube.com/watch?v=4iH7q3n_J2A （页面存档备份，存于）